# Shih Pei-Chun
Shih Pei-Chun (23 de febrero de 1980) es una deportista taiwanesa que compitió en judo. Ganó dos medallas de bronce en el Campeonato Asiático de Judo en los años 2000 y 2008.

## Palmarés internacional
| Representando a China Taipéi |                      |                   |           |
| Campeonato Asiático          |                      |                   |           |
| Año                          | Lugar                | Medalla           | Categoría |
| 2000                         | Osaka (Japón)        | Medalla de bronce | –52 kg    |
| 2008                         | Jeju (Corea del Sur) | Medalla de bronce | –52 kg    |